# Lewis & Clark
Lewis & Clark è una serie televisiva statunitense in 13 episodi trasmessi per la prima volta nel corso di una sola stagione dal 1981 al 1982.
È una serie del genere sitcom incentrata sulle vicende di Stewart Lewis che si trasferisce da New York con la famiglia a Luckenbach, Texas, dove compra il Nassau County Cafe.
I personaggi del telefilm non hanno alcun rapporto con i loro omonimi Lewis e Clark, esploratori statunitensi del XIX Secolo.

## Personaggi e interpreti
- Stewart Lewis (13 episodi, 1981-1982), interpretato da Gabe Kaplan.
- Roscoe Clark (13 episodi, 1981-1982), interpretato da Guich Koock.
- Alicia Lewis (13 episodi, 1981-1982), interpretata da Ilene Graff.
- John (13 episodi, 1981-1982), interpretato da Michael McManus.
- Wendy (13 episodi, 1981-1982), interpretata da Wendy Holcombe.
- Kelly Lewis (13 episodi, 1981-1982), interpretata da Amy Linker.
- Keith Lewis (13 episodi, 1981-1982), interpretato da David Hollander.
- Silas Jones (13 episodi, 1981-1982), interpretato da Clifton James.

## Produzione
La serie, ideata da Gabe Kaplan, fu prodotta da Carson Productions.

## Distribuzione
La serie fu trasmessa negli Stati Uniti dal 1981 al 1982 sulla rete televisiva NBC. In Italia è stata trasmessa su reti locali con il titolo Lewis & Clark.

## Episodi
| Stagione       | Episodi | Prima TV USA |
| -------------- | ------- | ------------ |
| Prima stagione | 13      | 1981-1982    |